# Igloopol Dębica
LKS Igloopol Dębica is een Poolse voetbalclub uit de stad Dębica, die werd opgericht in 1978. De club beleefde zijn grootste successen in het begin van de jaren negentig, toen het twee seizoenen in de hoogste afdeling van het Poolse voetbal, de Ekstraklasa, speelde. De clubkleuren zijn blauw/wit.

## Bekende (oud-)spelers
- Marek Bajor
- Tomasz Cebula
- Aleksander Kłak
- Leszek Pisz
- Jerzy Podbrożny